# Abiram

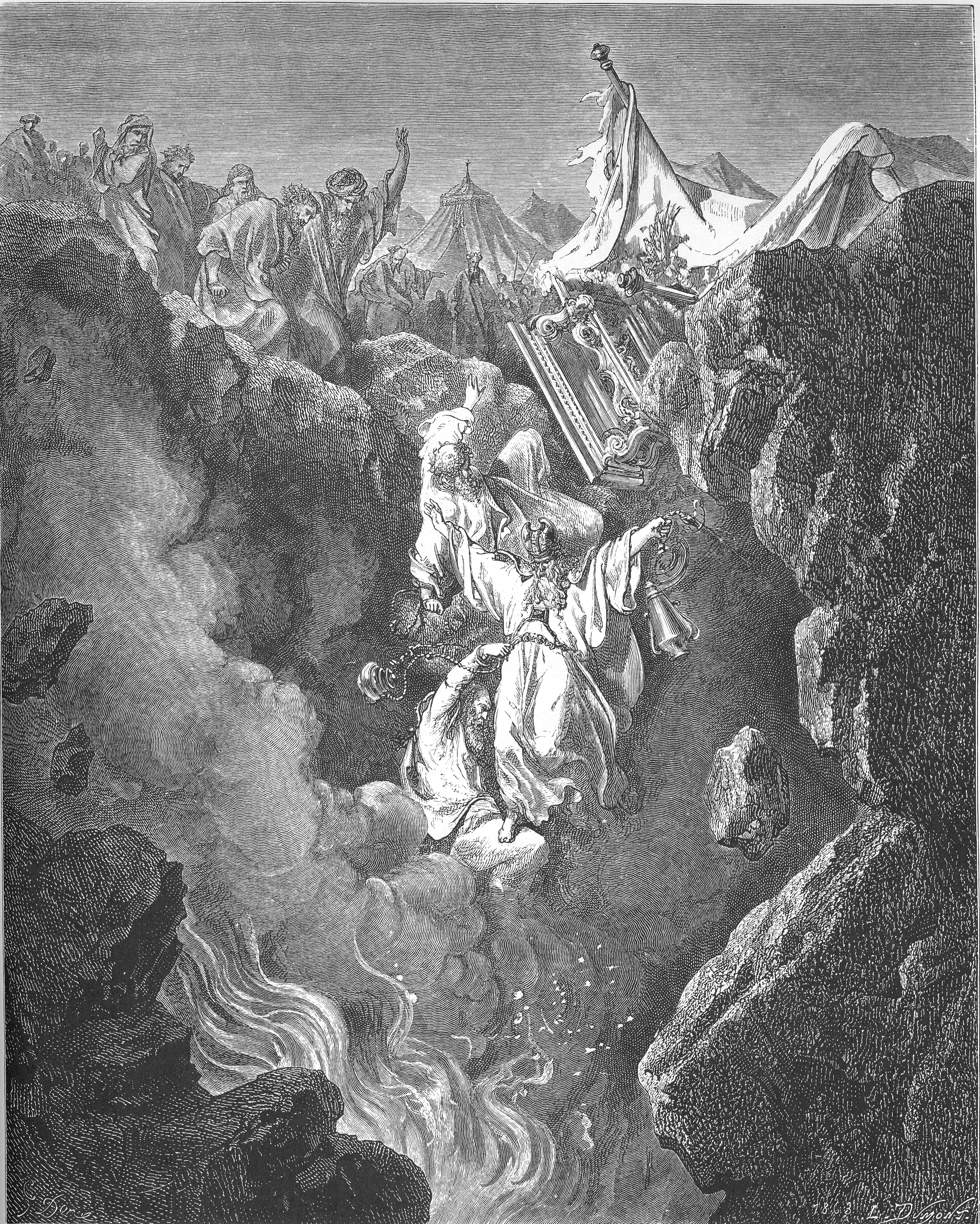
La morte di Dathan, Core e Abiram da un'incisione di Gustave Doré

Abiram è una figura biblica: è uno dei notabili della tribù di Ruben, figlio di Eliab e fratello di Dathan.
Con quest'ultimo sostenne Core il levita in una rivolta contro Mosè e Aronne durante il soggiorno del popolo di Israele nel deserto. Come i leviti del gruppo indotto da Core alla rivolta, Abiram e Datan furono puniti: scomparvero loro, le loro famiglie, le loro tende e tutti i loro beni nel suolo che si aprì per inghiottirli.

## Nel film “I dieci comandamenti”
Nella pellicola di Cecil B. De Mille Abiram (Interpretato da Frank Dekova) svolge un ruolo marginale come nelle sacre scritture. È uno schiavo ebreo, fratello di Dathan. Quando questi diventa governatore di Goscen dopo la cattura di Mosè, diventa maggiordomo del suo palazzo. È credente, come gran parte degli ebrei, ma non appena ringrazia Dio per l'ottima posizione economica del fratello riceve da questi solo una cinica battuta
(Dathan)
È sempre rappresentato al seguito di Dathan sia alla partenza dall'Egitto che sulle rive del Mar Rosso. Sotto le pendici del monte Sinai è al fianco del fratello quando questi incita il popolo a costruire un vitello d'oro. Insieme a Core tenta di sacrificare Lilia all'idolo ma viene fermato dall'intervento di Mosè che scatena un terribile terremoto nel quale muoiono sia Abiram che Dathan, risucchiati dalla terra insieme al vitello d'oro.